# City (альбом Strapping Young Lad)
City — второй студийный альбом канадской экстремальной метал-группы Strapping Young Lad, выпущенный 11 февраля 1997 года. Фронтмен Девин Таунсенд собрал постоянный студийный состав Strapping Young Lad для записи альбома, включая знаменитого барабанщика Джина Хоглана (Death, Dark Angel) и давних партнеров Таунсенда по группе Casualtic Thought — Джеда Саймона на гитаре и Байрона Страуда на бас-гитаре. Альбом, как и его предшественник, был благосклонно встречен музыкальными критиками, но достиг куда более заметного коммерческого успеха по сравнению с предшественником. Впоследствии Revolver называл City одним из «величайших металлических альбомов всех времен». Пластинка большинством поклонников считается лучшей работой Strapping Young Lad. Альбом был переиздан в 2007 году с несколькими бонус-треками и измененной обложкой.

## История создания
После выпуска первого альбома под вывеской Strapping Young Lad — Heavy as a Really Heavy Thing (де-факто же сольного альбома Девина), Таунсенд набрал постоянный состав для записи второго альбома: Джед Саймон на гитаре, Байрон Страуд на бас-гитаре и Джин Хоглан на барабанах.
Девин переехал в Великобританию, чтобы непродолжительное время выступать с Wildhearts, а затем вновь вернулся в Ванкувер, где устроился работать в ресторане. Затем он решил переехать в Лос-Анджелес и, как говорил сам Таунсенд, «я переехал жить к своим друзьям, спал на их диване и там же написал Ocean Machine и City». Он утверждал, что «город», давший название и тематику альбома, это и есть Лос-Анджелес, а также признавал влияние японского аниме-сериала 1980-х годов «Грязная пара», а также манги Юкито Кисиро 1990-х годов «Боевой ангел Алита». Первоначальное название альбома — «Heavier Than the Last One»
City вышел в продажу 11 февраля 1997 года. Альбом разошелся тиражом 9000 экземпляров за первую неделю по сравнению с 117 проданными копиями Heavy as a Really Heavy Thing, что стало для группы ошеломляющим успехом. На песню «Detox» был снят видеоклип.
City получил ремастер и был переиздан в 2007 году. Издание включало в себя несколько неизданных треков, а также бонус-трек на японском языке и клип на песню «Detox». Альбом был вновь переиздан в 2012 году, и издание включает в себя CD-версию For The Aboot to Rock: Live at the Commodore в качестве бонусного диска. Тедди Мёллер (указанный как «Septic Ted») из группы Loch Vostok появляется в качестве приглашенного саксофониста в треке «Headrhoid».
Бонус-трек «Centipede» присутствует во всех версиях No Sleep 'till Bedtime. Песня сэмплирует перкуссионную дорожку из «Happiness in Slavery» группы Nine Inch Nails.

## Критика
| Оценки критиков     | Оценки критиков |
| Источник            | Оценка          |
| ------------------- | --------------- |
| Allmusic            | [ 8 ]           |
| Chronicles of Chaos | [ 9 ]           |
| Metal.de            | [ 10 ]          |
| Rock Hard           | [ 11 ]          |

City получил очень положительные отзывы. Kerrang! похвалил альбом за его тяжесть, сравнив его звучание с «просовыванием головы в сопло стелс-бомбардировщика». Критики обращали особое внимание на использования стены звука, придающую альбому приближенное к нойзу хаотичное звучание, обыгрывание металлических клише и барабанные партии Джина Хоглана. Издание Metal Hammer поставило его на 13 место в «Топ-20 альбомов 1997 года», а также включили его в аналогичный ретроспективный список, выпущенный в 2020 году. Альбом приобрел статус культового в андерграунде и среди поклонников группы. City считается лучшим альбомом группы большим количеством поклонников и критиков.
В 2002 году альбом занял 45-е место в списке «69 величайших метал-альбомов всех времен» от журнала Revolver и оказался в их списке «Обязательных к ознакомлению метал-альбомов» в 2005 году. Он также появился в списке «100 самых важных альбомов девяностых», составленном Terrorizer. Сам Таунсенд заявил, что City «является истинным альбомом от Strapping. Этот — идеальнейший из всех». За первую неделю продаж City было продано более 9000 копий. На песню «Oh My Fucking God» позже был сделан кавер другой канадской экстремальной метал-группой Cryptopsy для сборника Century Media.

## Список песен
Слова и музыка всех песен — Девин Таунсенд.
| №  | Название                                      | Длительность |
| -- | --------------------------------------------- | ------------ |
| 1. | «Velvet Kevorkian»                            | 1:17         |
| 2. | «All Hail the New Flesh»                      | 5:24         |
| 3. | «Oh My Fucking God»                           | 3:34         |
| 4. | «Detox»                                       | 5:37         |
| 5. | «Home Nucleonics»                             | 2:31         |
| 6. | «AAA»                                         | 5:21         |
| 7. | «Underneath the Waves»                        | 3:40         |
| 8. | «Room 429» (Tod Ashley) (Cop Shoot Cop cover) | 5:21         |
| 9. | «Spirituality»                                | 6:34         |

| №   | Название                                                                                 | Длительность |
| --- | ---------------------------------------------------------------------------------------- | ------------ |
| 10. | «Centipede» (Издание 2007 года и японское издание)                                       | 7:55         |
| 11. | «Home Nucleonics» ('96 demo, издание 2007 года и японское издание No Sleep Til' Bedtime) | 3:02         |
| 12. | «Headrhoid» (Gunt demo, издание 2007 года и японское издание)                            | 1:38         |
| 13. | «Detox» ('96 demo, издание 2007 года и японское издание No Sleep Til' Bedtime)           | 5:48         |
| 14. | «AAA» ('96 demo, издание 2007 года и японское издание No Sleep Til' Bedtime)             | 5:22         |

## Участники

### Strapping Young Lad
- Девин Таунсенд — вокал, гитара, продакшн, микс-инжиниринг, менеджмент
- Джин Хоглан — ударные, дополнительные аранжировки ударных на "Oh My Fucking God"
- Джед Саймон — гитара
- Байрон Страуд — бас-гитара

### Дополнительные музыканты
- Крис Валаго — вокал
- Таня Эванс — вокал

### The Cruxfrog Choir
- Вэл (Крис Валаго)
- Стули Б. Флэймз (Байрон Страуд)
- The Tower
- Пит "This beer reminds me of the beaches in Portugal" Майя

### Дополнительный персонал
- Дэниел Бергстранд — звукорежиссура, микс- инжиниринг
- Данн Манн - дополнительная постановка
- Мерселло Гомес - помощник инженера
- Стив Гуд — помощник инженера
- Маттео Каратоццоло — инженер звукозаписи, Red Stripe Studios Burnaby BC
- The Tower - вторая звукозаписывающая техника
- Стив Гуд — координация студии
- МС2 – редактирование
- Лулу Девайн — монтаж
- Адриан Уайт — дополнительные аранжировки ударных на «AAA»
- Strapping Young Lad — дополнительные аранжировки
- Masa Noda - фотография
- Дэн Коллинз - фотография